# Bourvari
Bourvari (in armeno Բուրւարի?) è un insieme di villaggi in Iran, tra la città di Khomeyn (provincia di Markazi) e Aligoodarz (provincia di Lorestān).
Bourvari era principalmente popolata da armeni che furono portati nella regione da Shah Abbas della dinastia safavide nel 1603 e nel 1604.
Di seguito è riportato un elenco di villaggi, che facevano parte di Bourvari:
1. Dehno
2. Khorzend
3. Farajabad
4. Bahmanabad
5. Sangesfid
6. Gharekariz
7. Goz